# Barbella flagellifera
Barbella flagellifera är en bladmossart som beskrevs av Noguchi 1938. Barbella flagellifera ingår i släktet Barbella och familjen Meteoriaceae. Inga underarter finns listade i Catalogue of Life.